# Krông Búk
Krông Búk (còn được viết là Krông Buk) là một huyện thuộc tỉnh Đắk Lắk, Việt Nam.

## Địa lý
Huyện Krông Búk nằm ở phía bắc tỉnh Đắk Lắk, có vị trí địa lý:
- Phía đông giáp huyện Krông Năng
- Phía tây giáp huyện Cư M’gar
- Phía nam giáp thị xã Buôn Hồ
- Phía bắc giáp huyện Ea H'leo.

Đây cũng là địa phương có hai dự án Đường cao tốc Pleiku – Buôn Ma Thuột và Đường cao tốc Phú Yên – Đắk Lắk đi qua đang được triển khai đầu tư xây dựng.

## Hành chính
Huyện Krông Búk có 7 đơn vị hành chính cấp xã trực thuộc, bao gồm thị trấn Pơng Drang và 6 xã: Chứ Kbô (huyện lỵ), Cư Né, Cư Pơng, Ea Ngai, Ea Sin, Tân Lập.

## Lịch sử
Tên huyện được đặt theo tên của suối Krông Búk, con suối chảy trên địa bàn huyện.
Năm 1923, tỉnh Đắk Lắk được thành lập và được đặt dưới quyền cai trị của một công sứ Pháp. Ban đầu, dưới chính quyền cấp tỉnh không phân thành các cấp hành chính như ở miền xuôi, mà chỉ có các tòa đại lý hành chính quản lý theo vùng. Mãi đến năm 1931, Toàn quyền Đông Dương ra nghị định thành lập đơn vị hành chính cấp quận ở các tỉnh Tây Nguyên, tương tự như các quận ở Nam Kỳ. Tỉnh Đắk Lắk gồm 5 quận: Buôn Mê Thuột, Buôn Hồ, Lăk, Đăk Song, M'Đrăk, với 440 buôn làng.
Nghị định số 356-BNV/HC/NĐ của ngụy quyền Việt Nam Cộng hòa ngày 2 tháng 7 năm 1958 ấn định tỉnh Darlac có 5 quận, 21 tổng và 77 xã. Trong đó, quận Ban Mê Thuột có 4 tổng, quận Lạc Thiện (đổi tên từ quận Lăk) có 7 tổng, quận M’Đrak có 4 tổng, quận Đak Song có 2 tổng và quận Buôn Hồ có 4 tổng.
Sau năm 1975, quận Buôn Hồ chuyển thành huyện Krông Búk, gồm 22 xã: Bình Thuận, Cư Bao, Cư Né, Cư Suê, Cuôr Đăng, Dliê Ya, Dliê Yang, Đoàn Kết, Ea Drông, Ea H’đinh, Ea H'leo, Ea Hồ, Ea Khăl, Ea Pốk, Ea Sol, Ea Súp, Ea Tul, Krông Na, Pơng Drang, Quảng Phú, Tam Giang và Thống Nhất.
Ngày 30 tháng 8 năm 1977, Hội đồng Chính phủ ban hành Quyết định 230-CP. Theo đó, tách 6 xã: Ea Pốk, Quảng Phú, Ea H’đinh, Ea Súp, Krông Na và Cư Suê để thành lập huyện Ea Súp.
Huyện Krông Búk còn lại 16 xã.
Ngày 20 tháng 4 năm 1978, thành lập 4 xã: Krông Năng, Phú Xuân, Cư Pơng và Phú Lộc.
Ngày 3 tháng 4 năm 1980, Hội đồng Chính phủ ban hành Quyết định 110-CP. Theo đó, tách 4 xã: Ea Sol, Ea H'leo, Ea Khăl và Dliê Yang để thành lập huyện Ea H'leo.
Huyện Krông Búk còn lại 16 xã, huyện lỵ đặt tại xã Đoàn Kết.
Ngày 17 tháng 1 năm 1984, chia xã Đoàn Kết thành 3 đơn vị hành chính: xã Đoàn Kết, xã Ea Blang và thị trấn Buôn Hồ.
Ngày 23 tháng 1 năm 1984, Hội đồng Bộ trưởng ban hành Quyết định 15-HĐBT. Theo đó, chuyển 2 xã Cuôr Đăng và Ea Tul về huyện Cư M'gar mới thành lập.
Huyện còn lại 1 thị trấn và 15 xã.
Ngày 9 tháng 11 năm 1987, tách 6 xã: Dliê Ya, Ea Hồ, Krông Năng, Phú Lộc, Phú Xuân và Tam Giang để thành lập huyện Krông Năng.
Huyện Krông Búk còn lại thị trấn Buôn Hồ và 9 xã: Bình Thuận, Cư Bao, Cư Né, Cư Pơng, Đoàn Kết, Ea Blang, Ea Drông, Pơng Drang, Thống Nhất.
Ngày 26 tháng 5 năm 1992, thành lập xã Ea Siên trên cơ sở 1.700 ha diện tích tự nhiên với 1.000 người của xã Ea Drông; 950 ha diện tích tự nhiên với 500 người của xã Bình Thuận; 650 ha diện tích tự nhiên với 1.250 người của xã Thống Nhất và 100 ha diện tích tự nhiên của xã Ea Blang.
Ngày 27 tháng 7 năm 1999, chia xã Pơng Drang thành 3 xã: Pơng Drang, Chư Kbô và Ea Ngai.
Ngày 26 tháng 11 năm 2003, Quốc hội ban hành Nghị quyết 22/2003/QH11 chia tỉnh Đắk Lắk thành hai tỉnh Đắk Lắk và Đắk Nông, huyện Krông Búk thuộc tỉnh Đăk Lăk.
Ngày 16 tháng 5 năm 2006, thành lập xã Ea Đê trên cơ sở điều chỉnh 2.970 ha diện tích tự nhiên và 10.025 người của xã Pơng Drang.
Ngày 27 tháng 8 năm 2007, thành lập xã Ea Sin trên cơ sở điều chỉnh 1.809 ha diện tích tự nhiên và 1.649 người của xã Cư Pơng; 4.471 ha diện tích tự nhiên và 1.652 người của xã Cư Né.
Cuối năm 2007, huyện Krông Búk có 15 đơn vị hành chính trực thuộc, bao gồm thị trấn Buôn Hồ và 14 xã: Bình Thuận, Chư Kbô, Cư Bao, Cư Né, Cư Pơng, Đoàn Kết, Ea Blang, Ea Đê, Ea Drông, Ea Ngai, Ea Siên, Ea Sin, Pơng Drang, Thống Nhất.
Ngày 23 tháng 12 năm 2008, Chính phủ ban hành Nghị định 07/NĐ-CP. Theo đó:
- Điều chỉnh địa giới hành chính các xã: Bình Thuận, Cư Bao, Ea Blang, Ea Đê và Thống Nhất
- Tách thị trấn Buôn Hồ và 7 xã: Bình Thuận, Cư Bao, Đoàn Kết, Ea Blang, Ea Drông, Ea Siên, Thống Nhất để thành lập thị xã Buôn Hồ
- Đổi tên xã Ea Đê thành xã Tân Lập.

Sau khi điều chỉnh địa giới hành chính, huyện Krông Búk còn lại 35.867,71 ha diện tích tự nhiên và 55.733 người với 7 đơn vị hành chính trực thuộc, gồm 7 xã: Chứ Kbô, Cư Né, Cư Pơng, Ea Ngai, Ea Sin, Pơng Drang và Tân Lập. Huyện lỵ được dời về xã Chứ Kbô.
Ngày 10 tháng 4 năm 2023, chuyển xã Pơng Drang thành thị trấn Pơng Drang.
Huyện Krông Búk có 1 thị trấn và 6 xã như hiện nay. Tuy nhiên Pơng Drang không phải là thị trấn huyện lỵ của huyện Krông Búk, các cơ quan hành chính huyện đóng tại xã Chứ Kbô.

## Kinh tế
Nông nghiệp và lâm nghiệp là các ngành kinh tế chính của Krông Búk. Các sản phẩm chủ yếu là cà phê, cao su, hồ tiêu, gỗ xẻ,...